# 許綽婷
許綽婷（英語：Avenna Hui Cheuk Ting，1996年6月26日—），香港女性Youtuber、關鍵意見領袖及節目主持。

## 生平
許綽婷曾就讀香港真光書院，取得香港中學文憑後因熱愛田園慢活，而獨自前往台灣亞洲大學修讀外文學士課程，並選擇長居當地。她於2018年畢業後建立了VLOG和個人Youtube頻道「AV IN TAIWAN」記錄在台生活；翌年則與香港無綫電視台灣製作中心曾合作主持《背包女行》、《台灣甜蜜密》等多個 J2 旅遊節目，同時也出演台灣綜藝節目。

## 演出作品

### 主持節目
| 首播        | 節目名                   | 備註           |
| 無綫電視 J2 |                          |                |
| 2019年      | 背包女行                 | 主持之一       |
| 2019年      | 旅行記·台北之外          | 主持之一       |
| 2019年      | 眼睛去旅行               | 臺中外景主持   |
| 2019年      | 台灣甜蜜密、台灣潮點圖鑑 | 主持之一       |
| 2019年      | 台灣玩得過癮             | 主持之一       |
| ViuTV       |                          |                |
| 2020年      | 當遊客不存在             | 主持之一       |
| 2021年      | 不一樣的節日             | 主持之一       |
| 2021年      | 掃街達人                 | 主持之一       |
| 2021年      | 台灣乜都拜               | 主持之一       |
| 2022年      | 台灣係咁駕               | 主持之一       |
| 2022年      | 料理農務系               | 主持之一       |
| 香港開電視  |                          |                |
| 2020年      | 台灣絕美餐廳             | 主持           |
| 2022年      | 重新出發                 | 主持           |
| 杜汶澤喱騷  |                          |                |
| 2021年      | 尋找他媽的故事           | 第三、四集主持 |
| 緯來電視網  |                          |                |
| 2023年      | 打卡無極限-秋遊野營      | 主持           |

### 綜藝節目
| 首播     | 節目名    | 備註                         |
| 八大電視 |           |                              |
| 2019年   | WTO姐妹會 | 1月9日、3月26日、5月20日嘉賓 |

## 外部連結
- Instagram專頁 （页面存档备份，存于）
- Facebook專頁 （页面存档备份，存于）
- 許綽婷的YouTube頻道 （页面存档备份，存于）